# Villapiana
Villapiana (Villapiène in dialetto locale) è un comune italiano di 5 521 abitanti della provincia di Cosenza in Calabria. Il nucleo originario si adagia su un colle a 206 metri di altitudine sulla riva sinistra del torrente Satanasso. A breve distanza sorge Villapiana Lido, frequentata stazione balneare dell'Alto Ionio cosentino.

## Geografia fisica

### Territorio
Il territorio, attraversato dai torrenti Saraceno e Satanasso, è diviso in due frazioni (Lido e Scalo) e quattro contrade (Catusi, Rossi, Ponticello, Garamma).

### Clima
Il clima di Villapiana è mite, molto influenzato dalla natura morfologica della piana di Sibari e del massiccio del Pollino, che ripara il paese dai venti provenienti da nord e da est, mentre la catena della Sila fa da scudo per le correnti da sud-est e la penisola salentina riscalda l'aria proveniente dai Balcani.

## Storia
Ai tempi della Magna Grecia la città era nota come Leutermia. Tale nome fu conservato fino al IX secolo, quando venne,  verso l'850, distrutta dai saraceni contemporaneamente a Blanda e Cirella. Intorno al 1300 il borgo fu ricostruito e prese il nome di Casalnuovo che conservò fino al decreto del 4 gennaio 1863, quando assunse l'attuale denominazione.
Del periodo feudale è testimone il castello, dove trovarono abitazione i feudatari che si succederono al governo del piccolo paese. Nel XVI secolo, signori di Casalnuovo furono i Sanseverino di Salerno. In quel periodo, per ordine di Carlo V, fu costruita nel territorio di Casalnuovo una torre difensiva. Nel 1551, invece, Marco Antonio Sanseverino fece costruire, poco distante dal centro abitato, il convento dei cappuccini composto da undici celle con annessa una piccola chiesa dedicata all'Immacolata.
Alla famiglia Sanseverino successe, nel XVII secolo quella dei Pignatelli, duchi di Bellisguardo, distinti dal ramo dei marchesi di Cerchiara di Calabria e principi di Nola. La famiglia dei duchi di Bellisguardo si estinse con Margherita, che sposò il marchese di Cerchiara, Diego Pignatelli e unificò, in tal modo, l'amministrazione del feudo di Casalnuovo con quello di Cerchiara. Gli eredi Pignatelli mantennero il possedimento fino all'eversione della feudalità.
Al tempo della Repubblica Partenopea il generale Championnet, incaricato di procedere all'ordinamento amministrativo dello Stato, comprendeva Casalnuovo nel cantone di Tursi, dipartimento del Crati. I francesi, per la legge 19 gennaio 1807, ne fecero un Luogo nel cosiddetto Governo di Cassano. Con il riordino predisposto per decreto data 4 maggio 1811, istitutivo dei Comuni e dei Circondari, venne compreso tra i primi e assegnato al Circondario di Amendolara. Per il nuovo assetto dato alla regione dalla legge borbonica 1º maggio 1816 venne trasferito nel circondario di Cerchiara.

### Simboli
Lo stemma e il gonfalone sono stati concessi con DPR del 22 febbraio 1971.
Stemma
Gonfalone

## Monumenti e luoghi d'interesse
- Chiesa di Santa Maria del Piano (XIII–XIV secolo): in stile gotico, nel Seicento subì dei ritocchi in stile barocco
- Convento di San Francesco (XVI secolo)
- Chiesa del Santissimo Rosario
- Convento di Sant'Antonio

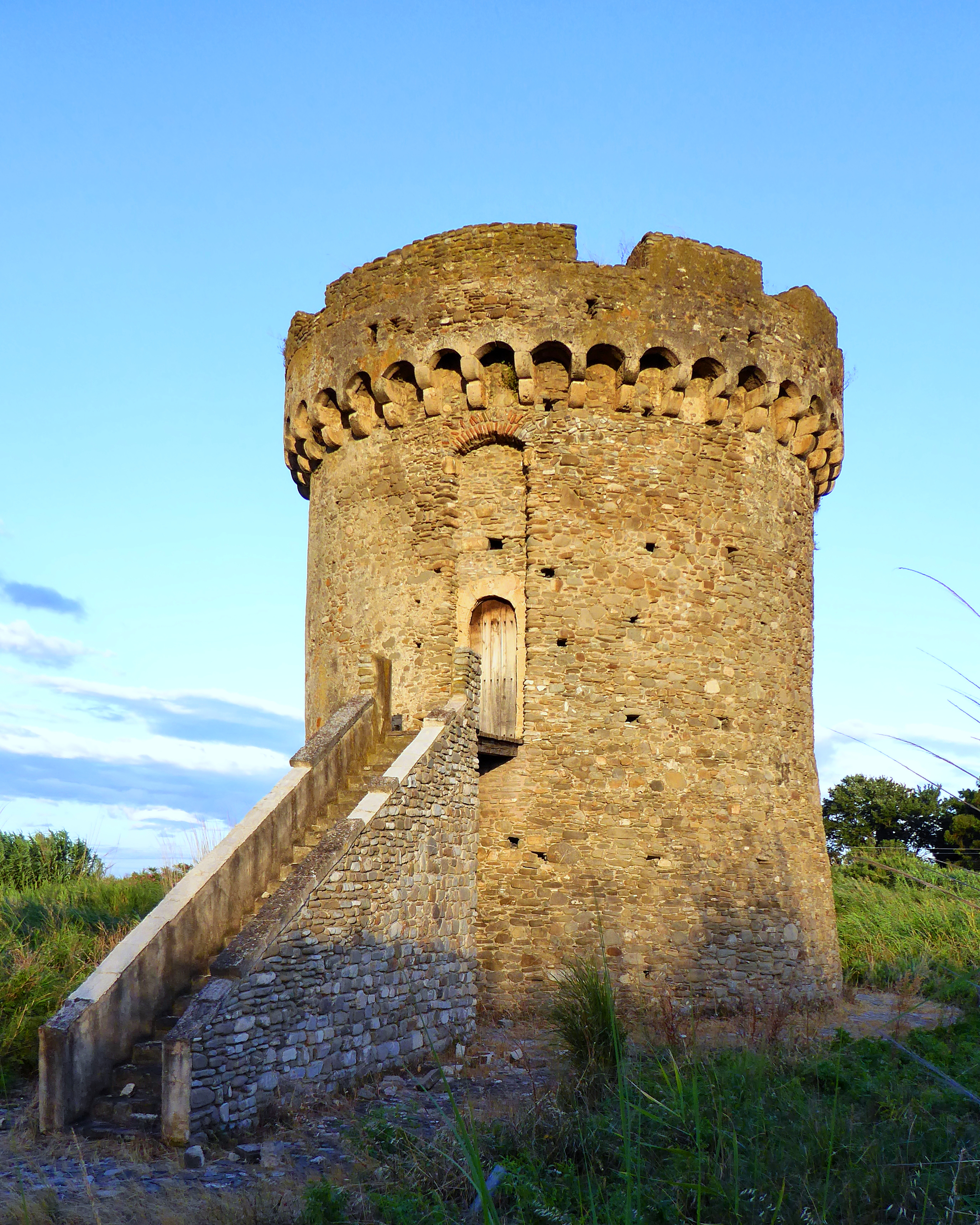
Torre del Capo Saraceno a Villapiana Lido

- Torre del Capo Saraceno: torre di avvistamento e difesa facente parte del sistema delle torri costiere del Regno di Napoli. È una costruzione in pietra e malta di forma cilindrica rastremata in alto, ove termina con un cornicione merlato, il coronamento superiore è a mensole accompagnate da archetti in stile aragonese. Prende il nome dal Capo del Saraceno, ovvero della foce della fiumara Saraceno.
- Castello medievale
- Orto dei monaci
- Palazzo Barletta, detto dell'Americano (1909)[5]
- Casamatte della seconda guerra mondiale

## Società

### Evoluzione demografica
Abitanti censiti

## Economia
L'economia cittadina è fondata sul settore edilizio, il commercio, il turismo stagionale, il comparto agricolo e l'allevamento.

## Amministrazione
- Gaetano Branca (1943-1944) comm. prefett.
- Antonio Bonanno (1944-1946) comm. prefett.
- Domenico De Franco (1946-1947)
- Domenico Bianculli (1948-1952)
- Vincenzo Bonanno (1952-1956)
- Eugenio Gentile (1956-1960)
- Domenico Bianculli (1960–1975)
- Vito Antonio La Regina (1975–1980)
- Paolo Montalti (1980–1990)
- Gianni Mazzei (1990–1993)
- Luigi Bria (1993–1995)
- Antonio Maria Faillace (1995–1999)
- Luigi Bria (1999–2009)
- Roberto Rizzuto (2009–2014)
- Paolo Montalti (2014–2024)
- Umberto Pio Antonio Campini (2024) comm. prefett.
- Vincenzo Ventimiglia (2024 - in carica)